# Good Laboratory Practice
Good Laboratory Practice（GLP、グッド・ラボラトリー・プラクティス）は、医薬品の非臨床試験の安全性に関する信頼性を確保するための基準である。日本語では優良試験所規範や優良試験所基準などと訳される。
1978年、アメリカでGLPが制定され、背景にはサリドマイド薬害があり、その非臨床試験の安全性の試験に虚偽や捏造があったためである。日本ではアメリカを例にとり、1982年より薬発第313号が公布されることではじまり、1983年の「医薬品の臨床試験の実施に関する基準（案）」 (GCP) を公表し、1989年に正式に通知された。1980年代初頭には、日本では治験の形式を満たすだけの試験によって、第三者の監査が適切に得られないとか、偏ったデータの解析など、形骸化した臨床試験が増えていた。
1981年には経済協力開発機構（OECD）がGLP基準を策定し、これを元にしたGLPの導入を各国に求めた。これを契機として各国において各種のGLPが制定された。

## 日本
日本では薬事法による医薬品等の開発のために行われる非臨床試験（動物試験等、特に安全性試験）のデータの信頼性を確保するための実施基準としてはじめて導入された。以後食品衛生法などの公定法による検査等においても適用された。
- 「医薬品の安全性に関する非臨床試験の実施の基準に関する省令」（平成9年3月26日厚生省令第21号）[3]
- 「農薬の毒性に関する試験の適正実施に係る基準」（平成11年10月1日付11農産第6283号農林水産省農産園芸局長通知）[4]
- 「動物用医薬品の安全性に関する非臨床試験の実施の基準に関する省令」（平成9年10月21日農林水産省令第74号）[5]
- 「飼料添加物の動物試験の実施に関する基準」（昭和63年7月29日付63畜A第3039号畜産局長・水産庁長官通達)
- 「新規化学物質等に係る試験を実施する試験施設に関する基準」（平成16年4月1日改正経済産業省製造産業局化学物質管理課）[6]
- 「労働安全衛生規則第34条の3第2項の規定に基づく試験施設等が具備すべき基準」（昭和63年9月1日労働省告示第76号）